# جامعة سارلاند للعلوم التطبيقية
جامعة سارلاند للعلوم التطبيقية بالألمانية Hochschule für Technik und Wirtschaft des Saarlandes هي جامعة تطبيقية لتخريج المهندسين وتكتسب صبغة تميل نحو الجانب التطبيقي وتضم مجالات التقنية وشعب الاقتصاد والهندسة المعمارية.
توفر للراغبين الحصول على شهادة البكالوريوس والماجستير في اختصاصات عدة من ميكانيكا عام، طائرات، سيارات، تقنيات الاستشعار، الميكاترونيك، الالكترونيات، الطاقات المتجددة، البرمجة وعلوم الحاسب الآلي، الهندسة المدنية والاقتصاد العام والصناعي، التكنونوجيا البيو-طبية وكذلك بعض العلوم الاجتماعية.
ويمكن للطلبة الخريجين من الجامعة التطبيقية دراسة دكتوراه مدعمة من الصناعة أو من الجامعة الأكاديمية.